# György Komáromi
György Komáromi, né le 19 janvier 2002 à Szolnok en Hongrie, est un footballeur hongrois qui évolue au poste d'ailier droit à la Puskás Akadémia.

## Biographie

### En club
Né à Szolnok en Hongrie, György Komáromi commence le football au Rákóczifalva SE avant de poursuivre sa formation au Szolnoki MÁV FC où il démontre une grande efficacité face au but avec les différentes catégories d'âges alors qu'il est souvent surclassé. Il rejoint ensuite la Puskás Akadémia où il impressionne également par sa finition. 
C'est avec ce club qu'il découvre le monde professionnel, jouant son premier match le 26 février 2019, à 17 ans et 26 jours, lors d'une rencontre de coupe de Hongrie face au Paksi FC. Il entre en jeu à la place de Bence Sós (en) et son équipe s'impose par trois buts à un.
Le 27 août 2020, il fait ses débuts dans les compétitions européennes, lors du 1er tour de la Ligue Europa contre les suédois d'Hammarby IF (défaite 3-0).
Il inscrit son premier but dans le championnat de Hongrie le 30 août 2020, lors de la réception de l'Újpest FC, permettant à son équipe de l'emporter 3-2. Il inscrit un total de quatre buts en championnat cette saison là.
Le 27 novembre 2020, Komáromi prolonge son contrat avec la Puskás Akadémia jusqu'en juin 2023. 

### En sélection
Avec l'équipe de Hongrie des moins de 17 ans, Komáromi inscrit son premier but contre la Lituanie le 3 octobre 2018 (victoire 3-0 des hongrois). Avec cette sélection il participe au championnat d'Europe des moins de 17 ans en 2019. Lors de cette compétition organisée en Irlande, il joue cinq matchs dont deux comme titulaire. Il se fait remarquer contre la Russie en provoquant un penalty en faveur de son équipe puis en délivrant une passe décisive, contribuant à la victoire des siens (2-3). Il marque également un but contre la Belgique lors du match pour la cinquième place, où les jeunes hongrois s'imposent finalement aux tirs au but.
Il joue son premier match avec l'équipe de Hongrie espoirs le 7 septembre 2021 contre Saint-Marin. Il entre en jeu et son équipe s'impose ce jour-là (0-4 score final).